# Rhododendron comptum
Rhododendron comptum är en ljungväxtart som beskrevs av Charles Henry Wright. Rhododendron comptum ingår i släktet rododendron, och familjen ljungväxter. Utöver nominatformen finns också underarten R. c. trichodes.